# Jessy Terrero
Jessy Terrero (Santo Domingo, República Dominicana; 7 de octubre de 1972) es un productor y director de cine y videos musicales dominicano, conocido especialmente por su trabajo con  Wisin & Yandel produciendo videos de éxitos como «Noche de Entierro», (junto a Luny Tunes & Tainy, Daddy Yankee, Héctor "El Father", Tony Tun Tun), «Sexy movimiento», «Ahora es», «Abusadora», «Dónde está el amor» (junto a Franco De Vita) y «Síguelo».
Ha trabajado con el grupo musical de bachata Aventura. Entre los más destacados están «Por un segundo» y «All up 2 you» donde también participan Wisin & Yandel y el rapero Akon. También trabajo con  Paulina Rubio en el video «Ni rosas ni juguetes» y en su versión remix al lado de Pitbull. Más recientemente participó en la dirección de videos tales como: Hawái de Maluma. Ha trabajado con artistas como Romeo Santos Ricky Martin, Jennifer López, Reykon, Maluma, Anahí, Enrique Iglesias, Farruko, entre otros.

## Trayectoria
Empezó a estudiar en la Escuela de Artes de San Juanito y a sus 25 años ya había hecho su primer corto. Es conocido por sus grandes trabajos, aunque ya ha empezado a dar sus primeros pasos también en videoclips de artistas latinoamericanos.
Apareció en un episodio del ciclo 9 del popular reality norteamericano America's Next Top Model, dirigiendo un video para Enrique Iglesias. Para Wisin & Yandel ha creado «Abusadora» con nominación a video del año. Para Aventura, produjo el video musical de «Los infieles», «All up 2 you» con participación de Wisin & Yandel y Akon, y por un segundo, estos 2 últimos son singles el último álbum del grupo bachatero "the last". Para Daddy yankee ha creado Rompe y Rompe remix con g-unit, también gansta zone con la colaboración de Snoop Dog filmado en puerto rico ambas canciones de la producción barrio fino en directo, también fue el creador del videoclip de "Pose" primer sencillo del álbum talento de barrio de Daddy Yankee el cual fue premiado con mejor video del año en los Premios lo nuestro. Por su trayectoria y aportes a la industria audiovisual latina fue reconocido con el Premio al Mérito de Videoclip Awards 2017.
También ha tenido experiencia en cine, siendo el director de la película Soul Plane (2004). Se puede considerar como el Primer Dominicano en dirigir una película en Hollywood. 
Estuvo trabajando como director de la película “Gun”, junto a Curtis ‘50 Cent’ Jackson, Val Kilmer y el televisivo Charles Malik Whitfield quienes son los protagonistas, película que ya ha comenzado a rodarse en Grand Rapids (Míchigan).
Terrero es el encargado de dirigir la próxima película Freelancers, protagonizada por Robert DeNiro y  es un colaborador frecuente de 50 Cent. 
Recientemente fue el director de la serie "Bravas" para la plataforma YouTube y que cuenta con la producción de Natti Natasha.

## Filmografía
| Película | Película                                    | Película       |
| Año      | Película                                    |                |
| -------- | ------------------------------------------- | -------------- |
| 1997     | Buscando un sueño                           | Yeyo           |
| 1998     | Better Living                               | Biker #1       |
| 2006     | The Confession                              | Casper Delgado |
| 2013     | N.Y.C. Underground                          |                |
| 2018     | El Ganador El ganador (serie de televisión) | Director       |

| Televisión | Televisión               | Televisión                               | Televisión |
| Año        | Título                   | Rol                                      | Nota       |
| ---------- | ------------------------ | ---------------------------------------- | ---------- |
| 1997       | Brooklyn South           | Skel #2                                  | 1 episode  |
| 1998       | Law & Order              | Shorty                                   | 1 episode  |
| 1999       | The Sopranos             | Gallegos                                 | 1 episode  |
| 2007       | America's Next Top Model | Himself/Guest Judge                      | 1 episode  |
| 2008       | Model Latina             | Himself/Music Video Director/Guest Judge | 1 episode  |

| Director | Director              | Director      |
| Año      | Película              | Notas         |
| -------- | --------------------- | ------------- |
| 2002     | The Clinic            | Short film    |
| 2004     | Soul Plane            | Also produced |
| 2010     | Brooklyn to Manhattan |               |
| 2010     | Gun                   |               |

## Videos musicales
- 2000: «Deport Them» - Sean Paul
- 2000: «Gettin' In The Way» - Jill Scott
- 2000: «A Long Walk» - Jill Scott
- 2001: «Tarantula» - Mystikal feat Butch Cassidy
- 2004: «Wanna Get to Know You» - G-Unit feat Joe (singer)
- 2004: «Smile» - G-Unit
- 2004: «On Fire» - Lloyd Banks
- 2005: «We Be Burnin» - Sean Paul
- 2005: «Teairra Mari» - No Daddy
- 2006: «Conteo» - Don Omar
- 2006: «Give It To Me» - Mobb Deep feat Young Buck
- 2006: «Los Infieles» - Aventura
- 2006: «Noche De Entierro» - Daddy Yankee, Wisin & Yandel, Héctor "El Father", Tony Tun-Tun & Zion
- 2006: «Yo te quiero» - Wisin & Yandel
- 2006: «Runaway Love» - Ludacris feat Mary J. Blige
- 2006: «Never Gonna Be The Same» - Sean Paul
- 2006: «Show Stopper» - Danity Kane feat Yung Joc
- 2007: «Dímelo» - Enrique Iglesias
- 2007: «Sexy Movimiento» - Wisin & Yandel
- 2007: «Ahora es» - Wisin & Yandel
- 2007: «Watch Them Roll» - Sean Paul
- 2007: «I'll Still Kill» - 50 Cent feat Akon
- 2008: «Oye, ¿dónde está el amor?» - Wisin & Yandel feat Franco De Vita
- 2008: «Síguelo» - Wisin & Yandel
- 2008: «Dime qué te pasó» - Wisin & Yandel
- 2008: «Me estás tentando» - Wisin & Yandel
- 2008: «Bleeding Love» - Leona Lewis
- 2008: «Pose» - Daddy Yankee
- 2008: «I Like the Way She Do It» - G-Unit
- 2008: «Rider Pt. 2» - G-Unit
- 2009: «Me estás tentando» - Wisin & Yandel Feat Franco "El Gorilla" & Jayko "El Prototipo"
- 2009: «Por un segundo» - Aventura
- 2009: «Mujeres in the Club» - Wisin & Yandel Feat 50 Cent
- 2009: «Battle Cry» - Shontelle
- 2009: «Lover» - De La Ghetto Feat Juelz Santana
- 2009: «All Up 2 You» - Aventura feat Wisin & Yandel & Akon
- 2009: «Abusadora» - Wisin & Yandel
- 2009: «Remember Me» - T.I. feat Mary J Blige
- 2009: «Press It Up» - Sean Paul
- 2009: «Gracias a ti» - Wisin & Yandel ft. Enrique Iglesias
- 2009: «Ni rosas ni juguetes» - Paulina Rubio
- 2009: «Imagínate» - Wisin & Yandel ft. T-Pain
- 2010: «Te siento» - Wisin & Yandel
- 2010: «Algo de ti» - Paulina Rubio
- 2010: «Cuando me enamoro» - Enrique Iglesias feat Juan Luis Guerra
- 2010: «El Malo» - Aventura
- 2010: «Buzzin» - Mann feat 50 Cent
- 2011: «Tony Montana» - Future
- 2012: «Follow The Leader» - Wisin & Yandel Feat Jennifer López
- 2012: «Algo me gusta de ti» - Wisin & Yandel Feat Chris Brown & T-Pain
- 2012: «Limbo» - Daddy Yankee
- 2012: «Un chance más» - Mozart La Para
- 2012: «Let It Roll» - Flo Rida
- 2013: «Baby You» - El Poeta Callejero
- 2013: «Descontrol» - Lápiz Consciente
- 2013: «Como le gusta a tu cuerpo» - Carlos Vives Feat Michel Telo
- 2013: «Live It Up» - Jennifer López Feat Pitbull
- 2013: «La noche de los dos» - Daddy Yankee ft. Natalia Jiménez
- 2013: «Yo soy así» - Redimi2 + Funky
- 2013: «Sola» - Jenny La Sexy Voz feat Farruko & J Álvarez
- 2013: «Solo verte» - Cosculluela
- 2013: «Kamasutra» - El Poeta Callejero feat. Zion & Lennox
- 2013: «La luz» - Juanes
- 2013: «El perdedor» - Enrique Iglesias feat Marco Antonio Solís
- 2014: «Adrenalina» - Wisin feat Ricky Martin & Jennifer López
- 2014: «I Luh Ya Papi» - Jennifer López feat French Montana
- 2014: «La botella» -Zion & Lennox
- 2015: «Yo también» - Romeo Santos feat Marc Anthony
- 2015: «Sígueme y te sigo» - Daddy Yankee
- 2015: «Calentura» - Yandel
- 2015: «Piquete»-Wisin feat Chencho y Maldy
- 2015: «Rumba» - Anahí y Wisin
- 2016: «Obsesionado» - Farruko
- 2016: «Moneda»-Prince Royce  feat Gerardo Ortiz
- 2016: «Culpa al corazón» - Prince Royce
- 2016: «El perdedor» - Maluma
- 2016: «Vacaciones» - Wisin
- 2016: «Sim Ou Não» - Anitta ft. Maluma
- 2016: «Chillax» - Farruko y Ky-Mani Marley
- 2016: «Sin contrato» - Maluma
- 2016: «Vente pa' ca» - Ricky Martin feat Maluma
- 2016: «Ya no me duele más» - Silvestre Dangond
- 2017: «El amante» - Nicky Jam
- 2017: «Escápate conmigo» - Wisin ft Ozuna
- 2017: «El ganador» - Nicky Jam
- 2017: «Don't Let Go» - Farruko
- 2017: «Felices los 4» - Maluma
- 2017: «Por un beso de tu boca» - Silvestre Dangond
- 2017: «Como antes» - Yandel feat Wisin
- 2017: «Perro fiel» - Shakira feat Nicky Jam
- 2017: «Cásate conmigo» - Silvestre Dangond feat Nicky Jam
- 2017: «Amor Amor Amor» - Jennifer López feat Wisin
- 2017: «X (The Film)» - Maluma
- 2017: «Bella y sensual» - Romeo Santos feat Daddy Yankee y Nicky Jam
- 2018: «El préstamo» - Maluma
- 2018: «Mala mía» - Maluma
- 2018: «El clavo» (Remix) - Prince Royce ft. Maluma
- 2018: «Me lloras» - Gloria Trevi ft. Charly Black
- 2018: «Jaleo» - Nicky Jam X Steve Aoki
- 2018: «Créeme» - Karol G ft. Maluma
- 2018: «Adicto» - Prince Royce ft. Marc Anthony
- 2018: «La luz» - Wisin & Yandel ft. Maluma
- 2020: «Hawái» - Maluma
- 2020: «Hawái» (Remix) - Maluma ft. The Weekend
- 2020: «Pa' ti + Lonely» - Jennifer López ft. Maluma

## Nominaciones
- Jill Scott, Gettin' In The Way, MTV Video Music Awards, 2001
- Jill Scott, Gettin' In The Way, M2 Awards Finalist, 2001
- Jill Scott, Gettin' In The Way, Billboard Music Video Awards, 2001
- Syleena Johnson, I Am Your Woman, Billboard Music Video Awards, 2001
- 50 Cent, Candy Shop, MTV Video Music Awards, 2005
- Wisin y Yandel, Abusadora, MTV Video Music Awards, 2009
- Marc Anthony Feat. Romeo Santos, Yo También, Videoclip Awards, 2016
- Prince Royce, Culpa Al Corazón, Videoclip Awards, 2017
- Fuego Feat. J Balvin, 35 pa las 12, Videoclip Awards, 2017
- Farruko, Chillax , Videoclip Awards, 2017
- Maluma, Sin Contrato, Videoclip Awards, 2017
- Romeo Santos Feat. Daddy Yankee & Nicky Jam, Bella y Sensual, Videoclip Awards, 2018